# Botched (chương trình truyền hình)
Botched (tạm dịch: Bóp vá) là loạt chương trình truyền hình thực tế của Mỹ phát sóng lần đầu trên kênh E! vào ngày 24 tháng 6 năm 2014. Trong sê-ri, hai bác sĩ là Terry Dubrow và Paul Nassif trực tiếp tham gia "chỉnh sửa và phục hồi lại những ca phẫu thuật thẩm mỹ thất bại". Tập đầu tiên của Botched được 1,2 triệu khán giả theo dõi. Ngày 5 tháng 8 năm 2014, Botched được công bố sản xuất tiếp mùa thứ hai, tập mở màn của mùa này ra mắt vào ngày 14 tháng 4 năm 2015. Mùa 3 lên sóng vào ngày 10 tháng 5 và kết thúc vào ngày 2 tháng 8 năm 2016. Trước đó vào tháng 10 năm 2015, một chương trình spin-off 8 tập của Botched cũng được tiến hành sản xuất là Botched by Nature, chương trình này phát sóng vào ngày 9 tháng 8 năm 2016.
Mùa thứ tư của chương trình ra mắt khán giả từ ngày 24 tháng 6 đến ngày 17 tháng 8 năm 2017. Đây cũng là mùa chiếu cuối cùng của Botched do tỉ suất khán giả thấp.

## Tổng quan
| Mùa | Mùa | Số tập | Số tập | Phát sóng gốc       | Phát sóng gốc        |
| Mùa | Mùa | Số tập | Số tập | Phát sóng lần đầu   | Phát sóng lần cuối   |
| --- | --- | ------ | ------ | ------------------- | -------------------- |
|     | 1   | 10     | 10     | 24 tháng 6 năm 2014 | 27 tháng 10 năm 2014 |
|     | 2   | 20     | 20     | 14 tháng 4 năm 2015 | 24 tháng 11 năm 2015 |
|     | 3   | 13     | 13     | 10 tháng 5 năm 2016 | 2 tháng 8 năm 2016   |
|     | 4   | 7      | 7      | 24 tháng 6 năm 2017 | 17 tháng 8 năm 2017  |